# Overschild
Overschild est un village situé dans la commune néerlandaise de Midden-Groningue, dans la province de Groningue.